# Chelmon
Chelmon is een geslacht van straalvinnige vissen uit de familie van koraalvlinders (Chaetodontidae).

## Soorten
- Chelmon marginalis Richardson, 1842
- Chelmon muelleri Klunzinger, 1880
- Chelmon rostratus (Linnaeus, 1758) – Pincetvis